# Strongylognathus afer
Strongylognathus afer  (лат.) — вид муравьёв-рабовладельцев рода Strongylognathus из подсемейства Myrmicinae (Formicidae). Включён в Международную Красную книгу МСОП. Эндемики Северной Африки: Алжир, Марокко, Тунис. Тело желтовато-коричневое. Затылочный край слегка вогнутый. Ширина головы самки 0,62—0,66 мм, длина головы — 0,72—0,76 мм, длина скапуса усика (SL) — 0,47—0,53 мм. Стебелёк между грудкой и брюшком состоит из двух члеников: петиолюса и постпетиолюса (последний четко отделен от брюшка), жало развито, куколки голые (без кокона). Мельче других видов группы S. huberi group, кроме вида Strongylognathus minutus. Паразитирует на муравьях вида Tetramorium semilaeve. В отличие от других рабовладельцев захватывает не только преимагинальные стадии (куколки), но и имаго рабочих хозяев. Роение крылатых половых особей (самцов и самок) происходит с сентября по октябрь.